# Sperello Sperelli

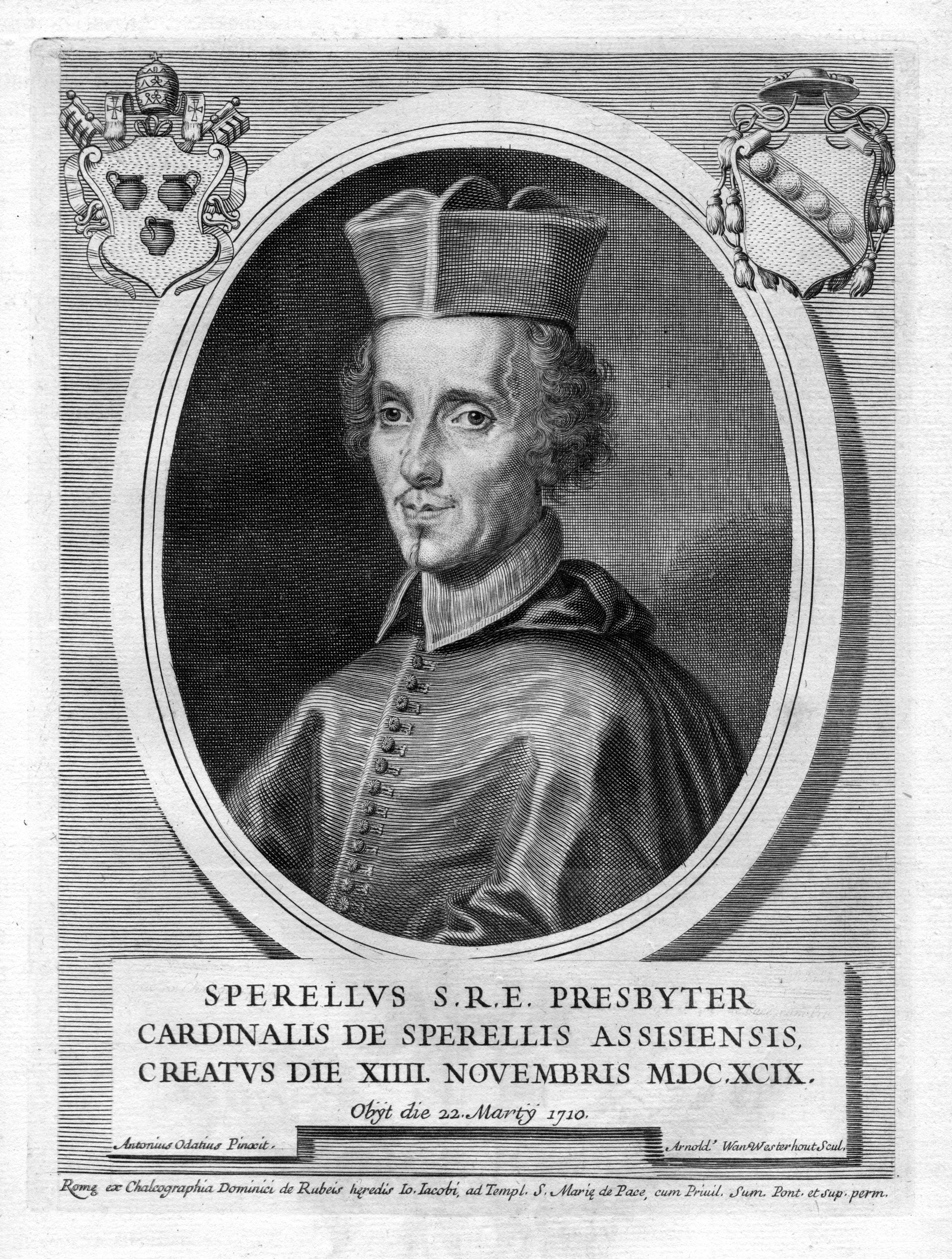
Sperello Kardinal Sperelli

Sperello Sperelli (* 15. August 1639 in Assisi; † 22. März 1710 in Rom) war ein italienischer Bischof und Kardinal der Römischen Kirche.

## Leben
Er war der Sohn des Adeligen Antonio Sperelli und dessen Ehefrau Giulia Filippucci. Für seinen Zwillingsbruder Cesare war ebenfalls eine kirchliche Laufbahn vorgesehen. Im Alter von vier Jahren wurde Sperello in die Obhut eines Bruders seines Vaters, Francesco Sperelli, gegeben, der zu jener Zeit Bischof von San Severino Marche war. Mit sechzehn Jahren ging er an die Universität Perugia, wo er am 4. Juni 1659 zum Doctor iuris utriusque promoviert wurde. Danach zog er nach Gubbio, wo sein Onkel Alessandro Sperelli Bischof war, und wurde dessen Generalvikar. 1663 zog er nach Rom, um dort als Rechtsanwalt zu praktizieren. Die Priesterweihe empfing er am 7. Februar 1663 und arbeitete als Rechnungsprüfer für die Kardinäle Giacomo Franzoni, Giacomo und Felice Rospigliosi, Federico Colonna sowie Carlo Emilio Rondinini.
Am 10. Januar 1684 wurde Sperello Sperelli zum Bischof von Terni ernannt. Von Januar 1693 bis Juni 1698 war er Vizegerent von Rom, danach bekleidete er verschiedene kuriale Ämter. Auf das Bistum Terni verzichtete er am 14. Dezember 1698 zugunsten seines Bruders Cesare.
Papst Innozenz XII. erhob ihn im Konsistorium vom 14. November 1699 in pectore zum Kardinal, dies wurde am 24. November desselben Jahres publiziert. Den Galero und die Titelkirche San Giovanni a Porta Latina erhielt Sperello Sperelli am 3. Februar 1700. Der Kardinal nahm am Konklave 1700 teil, aus dem Clemens XI. als Papst hervorging. Vom 27. Februar 1708 bis zum 28. Januar 1709 war er Kämmerer des Heiligen Kardinalskollegiums.
Sperello Sperelli starb am 22. März 1710 um Mitternacht in seinem römischen Palast und wurde in der Kirche Santa Maria sopra Minerva beigesetzt.